# Прост, Александр
Александр Прост (19 января 1974, Ленинград) — российский писатель, сценарист, режиссёр, продюсер.

## Биография
В 1997 году дебютировал с в журнале "Нева" с повестью "И, А, Сынь. История одной поездки" под псевдонимом А. Бойм.
В 2010-х получил известность сперва как блогер под ником Saint Prostata, затем как писатель.
Последовательно вышли романы "Смерть цвета бейсик", "Содержанка", "Свистулькин". "Свистулькин" был номинирован на премии НацБест, "Большая книга", "АБС-премия".
В 2024 году дебютировал как кинорежиссер с фильмом  "Почему ты?" по собственному роману "Содержанка".